# 半坂峠
半坂峠（はんさかとうげ）は、奈良県桜井市と宇陀市との市境に位置する峠。近畿自然歩道が通る。
現在、桜井市から宇陀市へと入るには、半坂峠より北に位置し国道166号が通る女寄峠（女寄バイパス）が幹線道となっているが、明治21年（1888年）に女寄峠が改修され荷車が通れるようになるまでは、半坂峠がよく使われていたという。半坂峠は桜井市の粟原寺（おうばらじ）跡のある粟原より、半坂峠を越え、宇陀市大宇陀の半坂に至る。半坂では小峠と呼ばれる小さな峠を越える。峠の標高は約440mだが、桜井市側は標高100メートル以下の奈良盆地なのに対して、宇陀市側の口宇陀盆地（宇陀山地）は、標高300メートル以上と高低差があるため、片峠となっている。

## 女坂・男坂
日本書紀の神武天皇即位前紀戊午年九月の条に「女坂置女軍。男坂置男軍（女坂（めさか）に女軍を置き、男坂（おさか）に男軍を置く）」とあり、半坂峠はこのうちの男坂と考えられている（オサカが、ナンサカ、ハンサカと転訛したと考えられている）。そのため峠には、昭和15年（1940年、紀元2600年祭の一環として）「男坂傳稱地」の碑が建てられ、現在も当地に残る。なお、女坂は、南にある大峠（針道峠）と考えられ、峠には「女坂傳稱地」の石碑が建っている。